# دیک اسلایتون
دیک اسلایتون (به انگلیسی: Deke Slayton) فضانورد اهل کشور ایالات متحده آمریکا است که در ۱ مارس ۱۹۲۴ میلادی در اسپارتا، ویسکانسین زاده شد. وی در مأموریت پروژه آزمایشی آپولو–سایوز حضور داشته است.